# 화식조

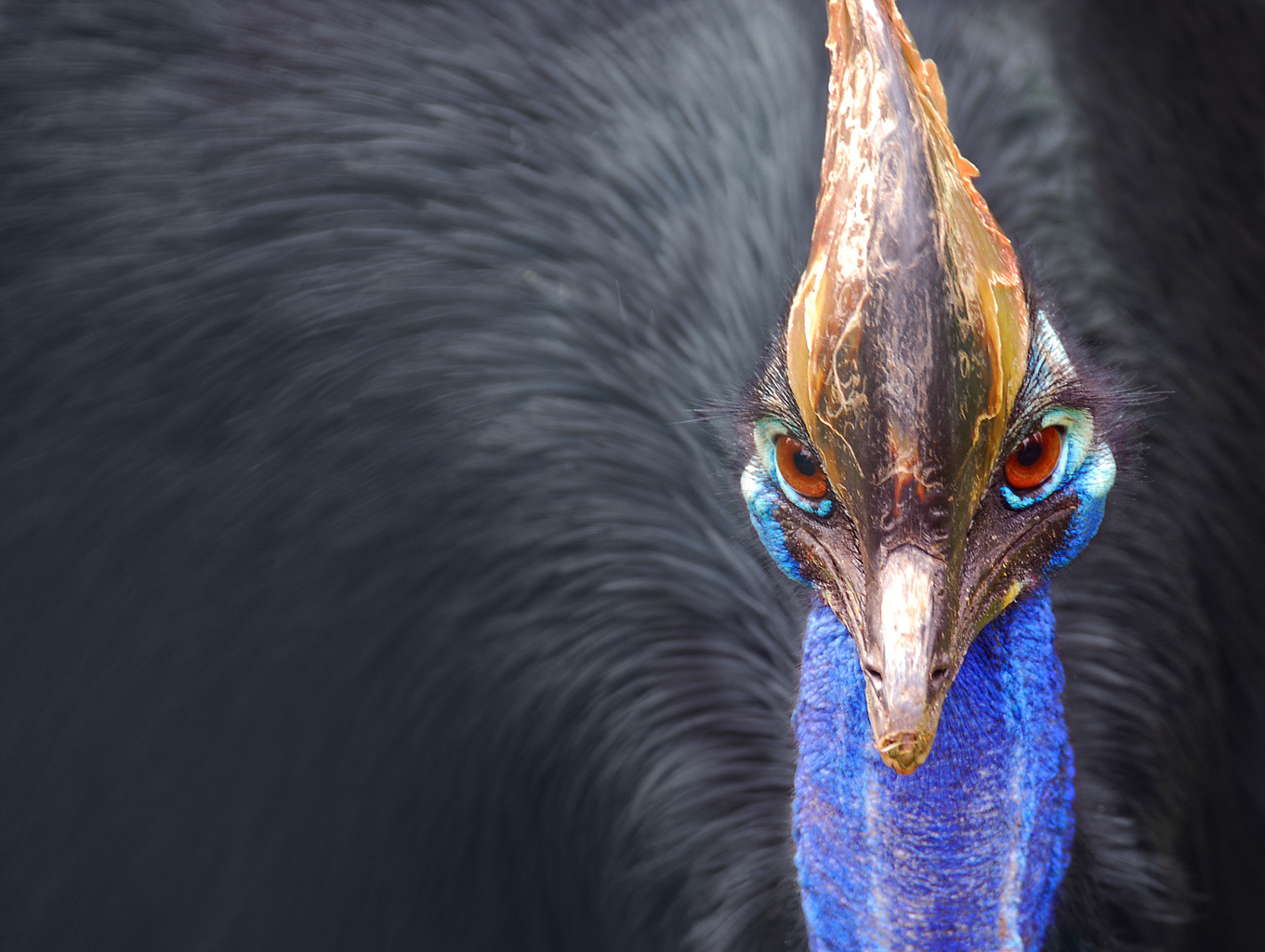
화식조의 머리 부분을 가까이서 찍은 것.

화식조(火食鳥) 또는 화식조류(火食鳥類)는 화식조속(Casuarius)에 속하는 조류의 총칭이다.
뉴기니섬 및 오스트레일리아 북동부 열대림에만 서식하는 매우 큰 날지 못하는 새다. 그 근처의 섬들에도 화식조류가 조금 있기는 하나, 이들이 그 섬의 고유종인지 아니면 뉴기니섬에서 어린 새들을 거래하여 분포하게 된 것인지는 알려져 있지 않다. 화식조류는 땅에 떨어진 과실 및 높이가 낮은 나뭇가지에 달린 과실을 주로 먹는다. 이외에도 버섯류, 달팽이, 곤충, 개구리, 쥐, 그밖의 작은 동물들도 먹는다. 최근에 화식조류가 사람을 공격하는 것이 관찰되었는데, 대부분 인간이 그들의 영역에 침입하거나 그들에게 위협을 느끼게 했을 때만 발생한다. 화식조류는 우림(雨林)에 꼭 필요한 종인데, 그 이유는 화식조류가 땅에 떨어진 과실을 통째로 삼키고는 배설물을 통해 정글 바닥에 그 씨앗들을 퍼뜨리고 다니기 때문이다.

## 분류와 진화
화식조류는 (화식조의 영어 명칭 cassowary는 인도네시아어 이름인 kasuari에서 왔다) 에뮤, 레아, 타조, 키위 등을 포함하는 주조류(走鳥類)에 속한다. 화식조류에는 오늘날 3종이 알려져 있다. (큰화식조, 파푸아화식조, 작은화식조)
화식조류의 진화 과정은 다른 주조류와 마찬가지로 잘 알려져 있지 않다. 모든 화석종은 오스트레일리아에서 보고되었지만, 이들은 화식조와 유사한 원시 에뮤에 속하는 것일 수도 있다.
화식조류는 땅 위에 둥지를 트는, 공격적인 성향을 가진 새다. 그리고 화식조는 지구에서 세 번째로 큰 조류다.

## 겉모습
파푸아화식조 및 작은화식조는 잘 알려져 있지 않다. 모든 화식조류는 깊은 숲 속에 숨어 살며, 잘 사라져 버리는 성향이 있다. 퀸즐랜드 북단의 열대 우림에 사는 큰화식조가 약간 더 접근성이 용이하기는 하지만, 눈에 잘 띄지 않는 것은 마찬가지다.
큰화식조는 오스트레일리아에서 가장 큰 육상 동물이며, 현존하는 조류 중 세계에서 타조 다음으로 무거운 새다. 몸 높이로는 타조와 에뮤 다음으로 세계에서 세 번째로 큰 조류다.
암컷이 수컷보다 크며 보다 밝은 색을 띠고 있다. 다 자란 큰화식조는 체고가 1.5미터 ~ 1.8미터에 이르며, 암컷 중에는 키 2미터에 몸무게가 70킬로그램에 이르는 것도 있다.
화식조의 목은 길고 푸른색이며 붉은 살덩어리가 달려 있다. 이때문에 마치 불을 먹은 것 같아 화식조라 불리게.된 것이다.
화식조류의 발에는 발가락이 세 개 있으며 날카로운 발톱이 있다. 그 중에서 가운데 발가락의 발톱은 마치 단도와 같으며 길이가 12센티미터에 이른다. 이 발톱은 특히 위험한데, 화식조류는 이를 이용한 한 번의 걷어차기로 적을 죽이거나 적의 배를 가를 수 있기 때문이다. 화식조류는 울창한 삼림 속을 시속 50킬로미터의 속도로 달릴 수 있다. 또한 1.5미터 높이까지 뛰어오를 수 있으며 수영 또한 잘 한다.
화식조류의 세 종 모두 머리에 “투구”라 불리는, 뿔처럼 생긴 볏을 갖고 있다. 이 볏은 오비랍토르와 구조적으로 유사하며, 단단한 각질이 중심부를 둘러싸고 있다. 이 투구의 역할에 대해서는 몇 가지 가설이 있다. 하나는 그것이 2차 성징의 하나라는 것이다. 두 번째 가설은 "투구"가 덤불을 두드려 부수거나 먹이를 채집할 때 잎들을 헤치거나, 또는 세력 다툼을 할 때 쓰는 여러 가지 도구나 무기로 이용된다는 것이다. 또 다른 가설은 화식조류는 머리를 낮게 하고 달리는데, 이때 머리가 나무 따위에 부딪칠 때 투구가 두개골을 보호하는 역할을 할 것이라는 의견도 있다. 또한 투구가 소리를 듣거나 소리를 통한 의사 소통시 역할을 한다는 추측도 있는데, 이는 적어도 작은화식조와 큰화식조는 울창한 숲 속에서 의사 소통에 도움을 줄 수도 있는 저주파 음향을 낸다는 관찰과 관련이 있다. 이 음향은 지금까지 알려진 새들이 내는 소리 중 가장 낮은 것이며 인간의 가청 주파수 언저리에 있다.
암컷은 한 번에 3~8개의 알을 낳는데, 알의 색깔은 엷은 녹청색이며 크기는 9 ~ 14센티미터로 타조 알과 에뮤 알 다음으로 크다. 암컷은 알이나 새끼를 돌보지 않는다. 수컷이 두 달 동안 알을 품으며 갈색의 줄무늬가 있는 새끼를 아홉 달 동안 돌본다. 이 기간 중 수컷은 인간을 포함한 약탈자로부터 적극적으로 새끼를 보호한다. 이 시기가 화식조가 가장 난폭해지는 시기 중 하나다.

## 보존 상태
큰화식조 및 파푸아화식조는 서식처를 잃어가면서 멸종 위기에 처하게 되었다. 그들의 개체 수는 1,500~10,000마리 정도로 추산된다. 오스트레일리아에는 40마리 정도가 사로잡혀 있다. 서식처를 잃은 화식조들은 우림에서 인간의 주거지로로 나오기도 한다. 이는 과일 재배자들과 마찰을 일으켰다. 하지만 퀸즐랜드의 미션 비치(Mission Beach) 같은 곳에서는 화식조를 포함한 관광 상품이 개발되기도 했다.

## 인간과의 상호 영향
기네스북 2004년판에는 화식조류가 세계에서 가장 위험한 새로 등재되어 있다. 겁이 많아 사람을 피하지만, 상당히 경계심이 강해 종종 공격성을 드러내고, 강력한 다리로 후려칠 위험이 있다. (사람을 직접 공격할 수 있다) 보통 화식조가 공격을 할 때는 그들을 자극했을 경우다. 화식조가 상처를 입었거나 궁지에 몰렸을 때 특히 위험하다. 화식조류는 그들의 움직임을 감추기 위해 주변 환경을 교묘하게 이용하기도 한다.
2019년 4월에 미국 플로리다에서 화식조를 기르던 70대 남성이 공격을 받아 사망한 일이 있었다. 이 남성은 화식조에게 먹이를 주다 넘어졌고 직후 공격을 받아 사망한 것으로 알려졌다.

## 씨 뿌림과 발아에서의 공헌

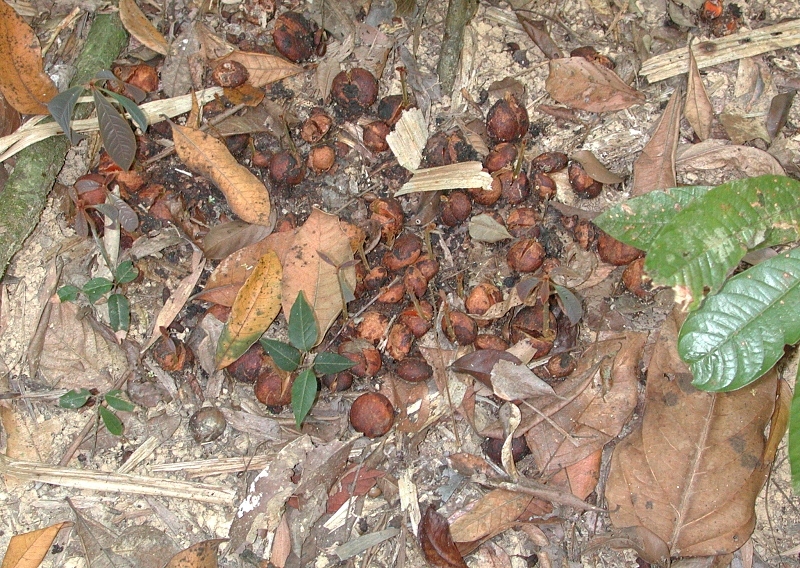
큰화식조의 배설물에 섞여 있는 씨앗들.

화식조류는 수백 가지의 우림 지대 과실을 먹으며, 보통 커다란 똥덩어리에 발아가 가능한 씨앗을 남긴다. 화식조류는 1킬로미터가 넘는 먼 거리까지 씨앗을 퍼뜨리는 것으로 알려져 있어, 생태계에서 중요한 역할을 담당하는 것으로 짐작된다.